# 젯브레인즈

2000년부터 2016년까지 사용한 로고

젯브레인즈 s.r.o.(JetBrains s.r.o., 이전 명칭: IntelliJ Software s.r.o.)는 소프트웨어 개발자 및 팀을 대상으로 하는 도구들을 개발하는 소프트웨어 개발 업체이다.

## 제품

### 통합 개발 환경
젯브레인즈에서 개발 및 판매하는 통합 개발 환경(IDE)이다. 대부분 인텔리제이 아이디어(IntelliJ IDEA) 기반으로 제작되었다.

#### 앱코드 (AppCode)
macOS 및 iOS 환경을 위한 IDE로 기본적으로 C, C++, 오브젝티브-C, 스위프트를 지원한다. 젯브레인즈에서 제공하는 모든 IDE가 크로스 플랫폼을 지원하고 있으나 엑스코드가 macOS에서만 작동하는 한계로 인하여 macOS에서만 사용할 수 있다.

2022년 12월 14일 2022.3 버전을 마지막으로 판매중지를 발표하였다. 12월 14일을 기준으로 라이선스를 구독 중이면 폴백 라이선스를 제공하며 2023년 12월 31일까지 Xcode 호환성 업데이트, 보안 업데이트를 지원 예정이다.

#### 씨 라이언(CLion)
씨 라이언은 리눅스, macOS, 윈도우용 크로스 플랫폼 C 및 C++ IDE로서, CMake 빌드 시스템과 연동된다. 최초 버전부터 GNU 컴파일러 모음(GCC)와 클랭 컴파일러, GNU 디버거, LLDB, 구글 테스트를 지원한다. 포레스터 리서치 분석가 마이클 페이스마이어는 이 제품의 잠재성에 대해 의심을 표했다.

##### 씨 라이언 노바 (CLion Nova)
씨 라이언의 오래된 C++ 엔진을 리샤퍼 C++/라이더 C++ 엔진으로 교체하기 위한 목적으로 개발중인 새로운 C++ IDE로 기존 씨 라이언은 씨 라이언 클래식으로 구분한다.

#### 데이터그립(DataGrip)
데이터그립은 데이터베이스 관리자를 위한 통합 관리 도구이다. 처음에는 SQL 데이터베이스만 지원하였으나 현재는 몽고DB, 아파치 카산드라 등 NoSQL 데이터베이스도 지원하기 시작하였다.

#### 고랜드(GoLand)
고랜드는 Go 개발을 위한 환경 제공을 목적으로 하는 크로스 플랫폼 IDE이다.. 새로운 IDE는 Go 언어에 특화된 코딩 지원 및 도구 통합과 더불어 IntelliJ 플랫폼을 확장한다.

#### PHP스톰(PHPStorm)
PHP스톰은 PHP개발을 위한 크로스 플랫폼 IDE이다.

#### 루비마인(RubyMine)
루비마인은 루비, 루비 온 레일즈, 웹 개발을 지원하는 크로스 플랫폼 IDE이다.

#### 웹스톰(WebStorm)
웹스톰은 웹 개발 환경을 위한 크로스 플랫폼 IDE로 HTML, 자바스크립트, CSS를 비롯한 각종 파생언어 (Pug, 타입스크립트, Sass)와 자바스크립트 프레임워크 (리액트, 뷰, 앵귤러) 등을 지원한다.

#### 플릿(Fleet)
플릿은 젯브레인즈사에서 개발 중인 차세대 크로스 플랫폼 IDE로 젯브레인즈사의 다른 IDE와 다르게 IntelliJ IDEA가 아닌 새로운 플랫폼으로 제작된다. 현재 베타버전이다.

#### 아쿠아(Aqua)
2022년 11월 14일 공개된 IDE로 현재 프리뷰 상태이다. 테스트 자동화를 위한 IDE로 소개하고 있으며 IntelliJ IDEA에서 플러그인을 설치하여 사용할 수도있다.

#### 라이터사이드 (Writerside)
기술 문서에 특화된 IDE

### 닷넷&비주얼 스튜디오통합

#### 리샤퍼 얼티밋(ReSharper Ultimate)
리샤퍼 얼티밋은 수상을 받은 비주얼 스튜디오용 리샤퍼(ReSharper), 코드 커버리지 툴 닷커버(dotCover), 메모리 프로파일러 닷메모리(dotMemory), 성능 프로파일러 닷트레이스(dotTrace), 디스어셈블러 닷피크(dotPeek)를 포함한다. 리샤퍼는 코드 분석, 리팩토링, 내비게이션, 테스트 러너, 빌드 러너 등을 포함하여 비주얼 스튜디오 개발자들을 위한 일련의 기능들을 제공한다.

#### 라이더(Rider)
라이더는 C#과 닷넷 개발을 위해 고안된 크로스 플랫폼 IDE로서, 리샤퍼 기능이 함께 내장되어 있다.

### 협업 도구
젯브레인즈사에서 제공하는 협업도구는 모두 클라우드 호스팅 및 자체 설치를 제공하며 소규모 팀에게 무료로 제공된다.

#### 허브(Hub)
허브는 자유 젯브레인즈 팀 툴스 커넥터이다. 젯브레인즈 팀 협업 도구 간 고급 통합을 허용한다: 유트랙, 업소스, 팀시티.

#### 팀시티(TeamCity)
팀시티는 젯브레인즈가 개발한 CI(지속적 통합) 및 CD(지속적 배포) 서버이다. 자바로 작성된 서버 기반 웹 애플리케이션이다.

#### 업소스(Upsource)
업소스는 코드 리뷰 및 저장소 탐색 도구이다. 중심 위치에서 Git, GitHub, 머큐리얼, 퍼포스, 서브버전 저장소의 탐색 및 모니터링을 위한 UI를 제공한다.

#### 젯브레인 스페이스(JetBrains Space)
젯브레인 스페이스는 통합 협업 도구로 소스 코드 저장소, 버그 추적 시스템, 지속적 통합, 패키지 저장소 등을 통합 관리 및 제공하는 서비스이다.

### 언어 및 프레임워크

#### 코틀린(Kotlin)
코틀린은 자바 가상 머신 위에 실행되는 정적 자료형 프로그래밍 언어이며 자바스크립트 소스 코드로 컴파일할 수도 있다.

#### 젯브레인즈 컴포즈(Jetbrains Compose)
젯브레인즈 컴포즈는 코틀린 UI 프레임워크로 안드로이드 제트팩은 이 프레임워크를 기반으로 작성되었다.

### 서비스 & 플러그인

#### 젯브레인즈 툴박스(JetBrains Toolbox App)
젯브레인즈 툴박스 은 젯브레인즈 IDE의 쉬운 설치, 제거를 쉽게 해 주는 애플리케이션이다.

#### 젯브레인즈 AI (Jetbrains AI)
젯브레인즈 IDE와 통합된 AI 도구로 플러그인 형식으로 설치할 수 있으며 별도의 구독 모델이 존재한다. ChatGPT와 비슷하게 채팅으로 AI에게 물어보거나, 깃허브 코파일럿과 같은 에디터 내의 코드 완성 등의 기능이 지원되며 그 외에도 커밋 메시지 생성, 주석 내용 생성 오류 발생 시 오류에 대한 상세 정보나 해결법을 알려주는 등의 기능이 통합되어있다.

#### 빅 데이터 도구(Big Data Tools)
아파치 카프카, 아파치 스파크, 아파치 하둡, 아마존 S3 등 빅데이터 관리를 위한 플러그인, 위의 IDE의 플러그인으로 설치하여 사용한다.

#### 코드 윗 미 (Code with Me)
젯브레인즈 IDE에서 사용하는 페어 프로그래밍 및 원격 개발 도구, 호스트는 IDE에서 플러그인으로 설치하여 생성하면 게스트는 자신의 IDE 혹은 젯브레인즈 게이트웨이 등의 소프트웨어로 접근할 수 있다.

#### 러스트 (Rust)
러스트 통합개발 플러그인, 일반적으로 IntelliJ IDEA 혹은 CLion에 설치하여 사용한다.

## 같이 보기
- 깃허브 코파일럿